# Liste der denkmalgeschützten Objekte in Assling
Die Liste der denkmalgeschützten Objekte in Assling enthält die 41 unbeweglichen denkmalgeschützten Objekte der Gemeinde Assling.

## Denkmäler
| Foto |                 | Denkmal | Standort                                               | Beschreibung | Metadaten |
| ---- | --------------- | --- | ------------------------------------------------------ | --- | --- |
| ja   | Datei hochladen | Widum HERIS-ID: 6955 Objekt-ID: 2838 TKK: 17274                                                                                    | Bannberg 19 Standort KG: Bannberg                      | Das Pfarrhaus in Assling ist ein dreigeschoßiges Gebäude aus verputztem Findlingsmauerwerk mit Satteldach und Holzgiebel. Über dem Eingang des vermutlich in der ersten Hälfte des 19. Jahrhunderts entstandenen Bauwerks befindet sich ein eingemauerter, römischer Statuensockel. | BDA-Hist.: Q37942250 Status: § 2a Stand der BDA-Liste: 2025-06-30 Name: Widum GstNr.: 587 Bannberg, Widum |
| ja   | Datei hochladen | Expositurkirche St. Martin HERIS-ID: 6953 Objekt-ID: 2836 TKK: 17273                                                               | bei Bannberg 19 Standort KG: Bannberg                  | Die Pfarrkirche St. Martin entstand wahrscheinlich im 15. Jahrhundert, wobei bei Grabungsarbeiten die Apsis eines mittelalterlichen Vorgängerbaus freigelegt wurde. Der ungegliederte Langbau mit steilem, schindelgedecktem Satteldach und polygonal geschlossenem Chor wird von einem Friedhof mit Umfassungsmauer sowie Kriegerdenkmal umgeben. Der Turm der zwischen 1837 und 1843 klassizistisch erneuerten Kirche besitzt einen oktogonalen Spitzhelm und ist von Kugel und Kreuz bekrönt. | BDA-Hist.: Q37942161 Status: § 2a Stand der BDA-Liste: 2025-06-30 Name: Expositurkirche St. Martin GstNr.: 586 Expositurkirche St. Martin Bannberg                                                                      |
| ja   | Datei hochladen | Friedhof HERIS-ID: 6954 Objekt-ID: 2837 TKK: 34716                                                                                 | bei Bannberg 19 Standort KG: Bannberg                  | Die Pfarrkirche St. Martin verfügte bereits 1524 über ein belegtes Begräbnisrecht, wobei der Friedhof die Kirche heute komplett umschließt. Der vorwiegend mit schmiedeeisernen Grabkreuzen versehene Friedhof wird von einer Umfassungsmauer umgeben, die von zwei Toren durchbrochen wird. Das Kriegerdenkmal erinnert an die Gefallenen und Vermissten der beiden Weltkriege. | BDA-Hist.: Q37942206 Status: § 2a Stand der BDA-Liste: 2025-06-30 Name: Friedhof GstNr.: 586 Bannberg Friedhof (Assling)                                                                                                |
| BW   | Datei hochladen | Römerzeitliche Siedlungsstelle am Südplateau des Mortbichls HERIS-ID: 112038 Objekt-ID: 130089seit 2017                            | Standort KG: Bannberg                                  | Der römerzeitlichen Siedlungsplatz an der Straße nach Bannberg diente vermutlich als Kontroll- und Sicherungspunkt an der römischen Pustertalstraße. Zu den archäologischen Funden gehören römische Keramik und Metallobjekte sowie eine Münze, zwei fragmentierte Eisenfibeln und weitere Gegenstände aus der späten Latènezeit. | BDA-Hist.: Q37828223 Status: § 9-Feststellung Bodendenkmal Stand der BDA-Liste: 2025-06-30 Name: Römerzeitliche Siedlungsstelle am Südplateau des Mortbichls GstNr.: 460/16, 460/18, 460/19                             |
| ja   | Datei hochladen | Obertscheider-Kasten HERIS-ID: 6966 Objekt-ID: 2849 TKK: 17213                                                                     | bei Burg 22 Standort KG: Burg-Vergein                  | Der zweigeschoßige Oberscheider-Kasten ist ein gemauerter Kornkasten im Ortsteil Burg. Er besitzt ein bretterschindelgedecktes Satteldach, ein Segmentbogenportal und eine gebänderte Eisentür im Obergeschoß. Die Korntruhe ist mit der Jahreszahl 1718 bezeichnet. | BDA-Hist.: Q37942814 Status: Bescheid Stand der BDA-Liste: 2025-06-30 Name: Obertscheider-Kasten GstNr.: .32 |
| ja   | Datei hochladen | Widum HERIS-ID: 6961 Objekt-ID: 2844 TKK: 17278                                                                                    | St. Justina 1 Standort KG: Burg-Vergein                | | BDA-Hist.: Q37942514 Status: § 2a Stand der BDA-Liste: 2025-06-30 Name: Widum GstNr.: .2 |
| ja   | Datei hochladen | Kath. Pfarrkirche St. Justina HERIS-ID: 6958 Objekt-ID: 2841 TKK: 17275                                                            | St. Justina 1, in der Nähe Standort KG: Burg-Vergein   | Die ursprünglich aus dem 12. Jahrhundert stammende, romanische Kirche wurde im 14. bis 15. Jahrhundert gotisch umgestaltet. Der vierjochige Langbau mit steilem Satteldach wird von einem mächtigen Kirchturm mit steilem Giebelspitzhelm überragt. Das Innere der Kirche ist von der umfassenden Umgestaltung in der Zeit um 1800 geprägt, das Deckengemälde mit einer Darstellung der Enthauptung der heiligen Justina entstand um 1830/40. Der Hochaltar aus der Zeit um 1800 zeigt am Altarblatt ebenfalls die Enthauptung der Kirchenpatronin, der gotische Flügelaltar, ursprünglich als Hochaltar genutzt, entstand zu Beginn des 16. Jahrhunderts. Der Flügelaltar beherbergt einen Figurenschrein mit einer hölzernen Figur der heiligen Justina, die Flügelaußenseiten zeigen Darstellungen der Passion Christi. | BDA-Hist.: Q37942406 Status: § 2a Stand der BDA-Liste: 2025-06-30 Name: Kath. Pfarrkirche St. Justina GstNr.: .1, 7/2 Pfarrkirche St. Justina Assling                                                                   |
| ja   | Datei hochladen | Kanz-Kapelle (Marienkapelle) HERIS-ID: 6963 Objekt-ID: 2846 TKK: 17269                                                             | bei Vergein 7 Standort KG: Burg-Vergein                | Die Kanz-Kapelle, auch Marienkapelle oder Kapelle Vergein, ist ein 1741 errichteter, barocker Sakralbau über rechteckigem Grundriss. Das Kapellengebäude mit polygonalem Chor, Architekturmalerei und fassadenturmartigem Giebelreiter, wird von einem steilen, schindelgedeckten Satteldach geschützt. Der Altar aus der Mitte des 18. Jahrhunderts verfügt über ein Altarblatt mit einer Darstellung der Maria Immaculata aus dem Beginn des 19. Jahrhunderts. | BDA-Hist.: Q37942620 Status: Bescheid Stand der BDA-Liste: 2025-06-30 Name: Kanz-Kapelle (Marienkapelle) GstNr.: 643 |
| ja   | Datei hochladen | Kapelle Maria vom Guten Rat HERIS-ID: 6968 Objekt-ID: 2851 TKK: 17267                                                              | gegenüber Dörfl 5 Standort KG: Dörfl                   | Die gotisierende Kapelle in Dörfl entstand 1859/60 als Nachfolgebau einer abgetragenen Marienkapelle. Sie besitzt einen rechteckigen Grundriss, einen eingezogenen Polygonalchor, einen turmartigen Dachreiter und ein schindelgedecktes Satteldach. Der Altäre stammen aus der Bauzeit. | BDA-Hist.: Q37942902 Status: § 2a Stand der BDA-Liste: 2025-06-30 Name: Kapelle Maria vom Guten Rat GstNr.: .36 |
| BW   | Datei hochladen | Kapelle zur Hl. Dreifaltigkeit HERIS-ID: 6976 Objekt-ID: 2859 TKK: 17261                                                           | westlich Herol 5 Standort KG: Kosten                   | Die Hofkapelle wurde 1750 von Blasius Heroller an der Straße zu den Heroller Höfen in steiler Hanglage errichtet. Der kleine turmlose Bau über rechteckigem Grundriss und dreiseitigem Chor hat ein schindelgedecktes Satteldach. Das Giebelfeld im Süden ist mit Holz verschalt, Über dem Rechteckportal mit hölzernem Türflügel befindet sich ein Lünettenfenster, westseitig ein eingezogenes Rundbogenfenster. Inneren Stichkappentonne. 2016 | BDA-Hist.: Q37943424 Status: § 2a Stand der BDA-Liste: 2025-06-30 Name: Kapelle zur Hl. Dreifaltigkeit GstNr.: 800 |
| BW   | Datei hochladen | Unterer-Mitleider-Kasten HERIS-ID: 6985 Objekt-ID: 2868 TKK: 17219                                                                 | bei Herol 7 Standort KG: Kosten                        | Der Untere-Mitleider-Kasten ist ein zweigeschoßiger, verputzter Kornkasten unter Pfettendach. Die Außengestaltung wurde mittels gemalter Eckquaderung und Faschenrahmungen der Fenster und Türen akzentuiert. Über dem Türsturz findet sich die Jahreszahl 1733, im Obergeschoß zudem eine gebänderte Eisenplattentür und Fenster mit Randkreuzgitterstab. | BDA-Hist.: Q37943848 Status: Bescheid Stand der BDA-Liste: 2025-06-30 Name: Unterer-Mitleider-Kasten GstNr.: 570 |
| ja   | Datei hochladen | Dreifaltigkeitsstöckl beim Hof Unterwinkler HERIS-ID: 6977 Objekt-ID: 2860 TKK: 17188                                              | Kosten 2, in der Nähe Standort KG: Kosten              | Der Kapellenbildstock aus der ersten Hälfte des 18. Jahrhunderts wurde zum Schutz vor der Pest sowie Kriegen errichtet. Der Kapellenbau mit überhöhter Giebelwand beherbergt eine schmiedeeisenvergitterte Rundbogennische, die unter Tonnengewölbe eine teilweise vergoldete, hölzerne Figurengruppe der heiligen Dreifaltigkeit aus der Bauzeit zeigt. | BDA-Hist.: Q37943501 Status: Bescheid Stand der BDA-Liste: 2025-06-30 Name: Dreifaltigkeitsstöckl beim Hof Unterwinkler GstNr.: 711                                                                                     |
| ja   | Datei hochladen | Öberster-Kasten HERIS-ID: 6982 Objekt-ID: 2865 TKK: 17222                                                                          | Kosten 20 Standort KG: Kosten                          | Der zweigeschoßige, gemauerte Öberster-Kasten ist ein Kornkasten in Kosten, der mit der Jahreszahl 1826 bezeichnet ist. Er verfügt über ein schindelgedecktes Satteldach und eine barockisierende Architekturmalerei aus gemalter Eckquaderung und durch Vasen und Girlanden geschmückte Faschenrahmung. | BDA-Hist.: Q37943681 Status: Bescheid Stand der BDA-Liste: 2025-06-30 Name: Öberster-Kasten GstNr.: 702 |
| ja   | Datei hochladen | Kostenkapelle HERIS-ID: 6975 Objekt-ID: 2858 TKK: 17263                                                                            | östlich Kosten 21 Standort KG: Kosten                  | | BDA-Hist.: Q37943344 Status: § 2a Stand der BDA-Liste: 2025-06-30 Name: Kostenkapelle GstNr.: 783 Kostenkapelle |
| ja   | Datei hochladen | Bauernhaus Platzoller HERIS-ID: 6980 Objekt-ID: 2863 TKK: 17249                                                                    | Kosten 24 Standort KG: Kosten                          | Der ursprünglich 1850 neu errichtete Einhof wird nach dem Neubau eines Wirtschaftsgebäudes nur noch für Wohnzwecke genutzt. Das Mittelflurhaus mit einem Satteldach verfügt über zwei Söller mit Balusterbrüstung, eine Freitreppe, eine wandgetäfelte Stube und eine Marienstatue aus dem 17. Jahrhundert. Zudem wurde der Hof mit Schnitzereien und Malereien ausgestaltet. | BDA-Hist.: Q37943624 Status: Bescheid Stand der BDA-Liste: 2025-06-30 Name: Bauernhaus Platzoller GstNr.: 176 |
| ja   | Datei hochladen | Linderkapelle HERIS-ID: 6978 Objekt-ID: 2861 TKK: 17262                                                                            | bei Kosten 28 Standort KG: Kosten                      | Die 1622 errichtete Linderkapelle, auch Marienkapelle in der Linde, besteht aus einem durch polychrome Fassadenmalerei geschmückten, einjochigen Langbau mit dreiseitigem Chorschluss, der von einem schindelgedeckten Satteldach geschützt und von einem hölzernen Dachreiter überragt wird. Im Inneren findet sich ein Altar aus dem 17. Jahrhundert mit einem Mariahilfbild des Cranach-Stils. | BDA-Hist.: Q37943539 Status: Bescheid Stand der BDA-Liste: 2025-06-30 Name: Linderkapelle GstNr.: .49 Linderkapelle |
| ja   | Datei hochladen | Ehem kath. Pfarrkirche, St. Johannes Kapelle HERIS-ID: 6971 Objekt-ID: 2854 TKK: 17280                                             | Mittewald 141, in der Nähe Standort KG: Kosten         | Der Kirchenbau wurde urkundlich 1602/1603 als Stiftung von Hans Kempter noch in gotischen Formen neben einem noch älteren östlichen Kapellenbau errichtet, der ältere Kapellenbau mit einer Rundapsis wurde zur Sakristei. | BDA-Hist.: Q37943085 Status: § 2a Stand der BDA-Liste: 2025-06-30 Name: Ehem kath. Pfarrkirche, St. Johannes Kapelle GstNr.: 760 Alte Kirche Mittewald                                                                  |
| ja   | Datei hochladen | Harpfe HERIS-ID: 6973 Objekt-ID: 2856 TKK: 17207                                                                                   | gegenüber Mittewald 141 Standort KG: Kosten            | Die vierteilige Doppelharpfe mit Schopfwalmdach liegt freistehend in Mittewald und ist mit der Jahreszahl bzw. Initiale 19 FL 11 bezeichnet. | BDA-Hist.: Q37943220 Status: Bescheid Stand der BDA-Liste: 2025-06-30 Name: Harpfe GstNr.: .127, 598/1 |
| ja   | Datei hochladen | Kath. Pfarrvikariatskirche unserer Lieben Frau Maria Unbefleckte Empfängnis mit Friedhof HERIS-ID: 6974 Objekt-ID: 2857 TKK: 17279 | gegenüber Mittewald 142 Standort KG: Kosten            | Der Kirchenneubau wurde 1957/1958 nach den Plänen des Architekten Josef Menardi errichtet und 1958 geweiht. Die skulpturale Ausstattung wurde von Hans Buchgschwenter geschaffen. | BDA-Hist.: Q37943257 Status: § 2a Stand der BDA-Liste: 2025-06-30 Name: Kath. Pfarrvikariatskirche unserer Lieben Frau Maria Unbefleckte Empfängnis mit Friedhof GstNr.: 598/3, 598/4 Pfarrkirche Mittewald an der Drau |
| ja   | Datei hochladen | Gasthaus Alte Post, Leiterhof HERIS-ID: 6972 Objekt-ID: 2855 TKK: 17232                                                            | Mittewald 142 Standort KG: Kosten                      | Das Gasthaus Alte Post bzw. der Leiterhof (Die Wirtstafern zu Mittewald) ist als brixnerisches Lehen seit 1627 urkundlich belegt. Das Landgasthaus aus dem frühen 16. Jahrhundert wurde um 1600 um- und ausgebaut und diente ab 1734 als Poststation. Das zweigeschoßige Gebäude besitzt ein Schopfwalmdach, ein Rundbogenportal und eine durch gemalte Eckquaderung sowie Fenster- und Portalrahmungen geschmückte Außenfassade. Die Sonnenuhr mit Wappen der Familie Millmann stammt aus dem 18. Jahrhundert. | BDA-Hist.: Q37943139 Status: Bescheid Stand der BDA-Liste: 2025-06-30 Name: Gasthaus Alte Post, Leiterhof GstNr.: .61                                                                                                   |
| ja   | Datei hochladen | Bildstock Mittewald HERIS-ID: 6979 Objekt-ID: 2862 TKK: 17187                                                                      | an der Drautalstraße Standort KG: Kosten               | | BDA-Hist.: Q37943586 Status: § 2a Stand der BDA-Liste: 2025-06-30 Name: Bildstock Mittewald GstNr.: 672 |
| BW   | Datei hochladen | Bildstock Mitleider HERIS-ID: 6984 Objekt-ID: 2867 TKK: 81804                                                                      | südöstlich Herol 7 Standort KG: Kosten                 | Das Mitleider-Stöckl befindet sich in steiler Wiesenlage in Kosten, wobei der Bildstock über nahezu quadratischem Grundriss teilweise in das Hanggelände gebaut wurde. Die Kapelle aus der ersten Hälfte des 18. Jahrhunderts besitzt eine überhöhte Giebelwand mit Rundbogennische, in der sich bis 1980 eine barocke Figurengruppe befand. | BDA-Hist.: Q37943789 Status: § 2a Stand der BDA-Liste: 2025-06-30 Name: Bildstock Mitleider GstNr.: 245 |
| ja   | Datei hochladen | Lukasser-Kirchl HERIS-ID: 6988 Objekt-ID: 2871 TKK: 17272                                                                          | bei Bichl 2 Standort KG: Oberassling                   | Das Lukasser-Kirchl im Weiler Bichl wurde in der zweiten Hälfte des 17. Jahrhunderts über hexagonalem Grundriss errichtet. Es besitzt ein steiles Zeltdach mit Glockenträger und am Außenbau eine polychrome Fassadenmalerei. Im Inneren der Kapelle findet sich ein Fächergewölbe über Konsolen sowie Malereien und ein Altärchen aus dem 17. Jahrhundert. | BDA-Hist.: Q37944015 Status: Bescheid Stand der BDA-Liste: 2025-06-30 Name: Lukasser-Kirchl GstNr.: 467/2 Lukasserkirchl                                                                                                |
| BW   | Datei hochladen | Nothelferkapelle beim Warscherhof HERIS-ID: 6987 Objekt-ID: 2870 TKK: 17271                                                        | bei Oberassling 64 Standort KG: Oberassling            | Die Kapelle zu den vierzehn Nothelfern wurde 1739 inmitten des Warscher Hofes, dem höchstgelegenen Bauernhof der Gemeinde Assling errichtet. Die kleine Kapelle über rechteckigem Grundriss besitzt ein steiles Satteldach und einen hölzernen Dachreiter, die Fassaden wurden durch einfache Architekturmalereien in ziegelrot auf weißem Grund geschmückt. Das stichkappentonnengewölbte Innere beherbergt volkstümliche Malereien aus dem 19. Jahrhundert und einen Altar mit einem Gemälde aus der zweiten Hälfte des 17. Jahrhunderts, das die Aufnahme Marias in den Himmel im Beisein von 19 Heiligen zeigt. | BDA-Hist.: Q37943921 Status: Bescheid Stand der BDA-Liste: 2025-06-30 Name: Nothelferkapelle beim Warscherhof GstNr.: .62                                                                                               |
| ja   | Datei hochladen | Bichlerstöckl HERIS-ID: 6989 Objekt-ID: 2872 TKK: 17256                                                                            | Standort KG: Oberassling                               | Der kleine gemauerte Kapellenbildstock aus der Mitte des 19. Jahrhunderts steht am alten Fußweg von Bichl nach Unterassling und ist teils in den Hang gebaut. Er hat einen rechteckigen Grundriss, auf hohem Sockel eine eingezogene Rundbogennische und ein Satteldach mit einer Brettereindeckung. In der Nische befindet sich eine barocke Figur Unser Herr im Elend. | BDA-Hist.: Q37944039 Status: Bescheid Stand der BDA-Liste: 2025-06-30 Name: Bichlerstöckl GstNr.: 450 Bichlerstöckl, Assling                                                                                            |
| ja   | Datei hochladen | Kapelle zur Unbefleckten Empfängnis HERIS-ID: 6993 Objekt-ID: 2876 TKK: 17268                                                      | Penzendorf 12, in der Nähe Standort KG: Penzendorf     | | BDA-Hist.: Q37944197 Status: § 2a Stand der BDA-Liste: 2025-06-30 Name: Kapelle zur Unbefleckten Empfängnis GstNr.: .17                                                                                                 |
| ja   | Datei hochladen | Ralser-Kasten (ehem. Jakober-Kasten) HERIS-ID: 6995 Objekt-ID: 2878 TKK: 8647                                                      | Penzendorf 20 Standort KG: Penzendorf                  | Der in den Hang gesetzte, spätgotische Kornkasten wurde im 16. Jahrhundert als verputzter Mauerbau unter flachem Satteldach errichtet. Zu den original erhaltenen Baudetails gehören das Segmentbogenportal, das flache Tonnengewölbe und die Holzbalkendecke. Zudem verfügt der Ralserkasten über eine Eisenplattentür mit Diagonalbänderung und Fenster mit Durchsteckgitter. | BDA-Hist.: Q37944334 Status: Bescheid Stand der BDA-Liste: 2025-06-30 Name: Ralser-Kasten (ehem. Jakober-Kasten) GstNr.: .7/2                                                                                           |
| ja   | Datei hochladen | Herz-Jesu-Kapelle HERIS-ID: 6997 Objekt-ID: 2880 TKK: 17266                                                                        | bei Schrottendorf 8 Standort KG: Schrottendorf         | | BDA-Hist.: Q37944404 Status: Bescheid Stand der BDA-Liste: 2025-06-30 Name: Herz-Jesu-Kapelle GstNr.: 599 Kolbenhauskapelle                                                                                             |
| ja   | Datei hochladen | Ortskapelle Zum Heiligsten Herzen Jesu HERIS-ID: 6998 Objekt-ID: 2881 TKK: 17265                                                   | gegenüber Schrottendorf 17 Standort KG: Schrottendorf  | | BDA-Hist.: Q37944455 Status: § 2a Stand der BDA-Liste: 2025-06-30 Name: Ortskapelle Zum Heiligsten Herzen Jesu GstNr.: 645 Schrottendorf, Ortskapelle Zum Heiligsten Herzen Jesu                                        |
| ja   | Datei hochladen | Bauernhaus Obergoller HERIS-ID: 7001 Objekt-ID: 2884 TKK: 17242                                                                    | Schrottendorf 24 Standort KG: Schrottendorf            | Der Bauernhof Obergoller geht auf eine 1775 urkundlich belegte Bebauung des ehemaligen Freistifts der Herrschaft Lienz zurück. Der heute bestehende Paarhof stammt aus dem Beginn des 19. Jahrhunderts. | BDA-Hist.: Q37944601 Status: Bescheid Stand der BDA-Liste: 2025-06-30 Name: Bauernhaus Obergoller GstNr.: 89 Schrottendorf, Bauernhaus Obergoller                                                                       |
| ja   | Datei hochladen | Kath. Filialkirche St. Ulrich HERIS-ID: 7004 Objekt-ID: 2887 TKK: 17283                                                            | Oberthal Standort KG: Thal                             | | BDA-Hist.: Q37944799 Status: § 2a Stand der BDA-Liste: 2025-06-30 Name: Kath. Filialkirche St. Ulrich GstNr.: 338 |
| ja   | Datei hochladen | Kapelle St. Josef in der Aue HERIS-ID: 7005 Objekt-ID: 2889 TKK: 17270                                                             | bei Thal-Aue 5 Standort KG: Thal                       | | BDA-Hist.: Q37944932 Status: § 2a Stand der BDA-Liste: 2025-06-30 Name: Kapelle St. Josef in der Aue GstNr.: .25 Thal, Kapelle St. Josef in der Aue                                                                     |
| ja   | Datei hochladen | Volksschule Thal HERIS-ID: 64300 Objekt-ID: 77007 TKK: 28313                                                                       | Thal-Aue 46 Standort KG: Thal                          | Die Volksschule wurde um 1950 errichtet und 2004 erweitert. | BDA-Hist.: Q38106540 Status: Bescheid Stand der BDA-Liste: 2025-06-30 Name: Volksschule Thal GstNr.: 202/4 |
| ja   | Datei hochladen | Aufnahmsgebäude, Bahnhof Thal HERIS-ID: 7006 Objekt-ID: 2890 TKK: 17253                                                            | Thal-Aue 117 Standort KG: Thal                         | Der Bahnhof Tal wurde 1871 als Bahnhof der Pustertalbahn errichtet und umfasste neben dem Aufnahmegebäude ursprünglich auch ein Nebengebäude, ein Gütermagazin und eine Wasserstation. Das zweigeschoßige Aufnahmegebäude entspricht dem Regeltypus IV. der Pustertalbahn und wurde mit Steinfassade und Satteldach sowie holzverschalten Giebeln ausgeführt. | BDA-Hist.: Q37944996 Status: Bescheid Stand der BDA-Liste: 2025-06-30 Name: Aufnahmsgebäude, Bahnhof Thal GstNr.: 388 Thal, Aufnahmsgebäude                                                                             |
| ja   | Datei hochladen | Kath. Filialkirche St. Korbinian HERIS-ID: 7013 Objekt-ID: 2897 TKK: 17284                                                         | Thal-Wilfern Standort KG: Unterassling                 | Die vierjochige, spätgotische Wallfahrtskirche mit steilem Satteldach und massivem Turm wurde in ihrer heutigen Gestalt zwischen 1460 und 1465 errichtet. Der die Kirche umgebende Friedhof mit Umfassungsmauer wurde 1968 angelegt. Im Inneren bestimmen das Netzgewölbe, Wandmalereien aus dem Mittelalter und dem 16. Jahrhundert, ein Hochaltar aus der Zeit der Spätrenaissance bzw. des Frühbarocks sowie als Flügelaltäre ausgeführte Seitenaltäre aus dem 15. Jahrhundert das Aussehen der Kirche. | BDA-Hist.: Q37945224 Status: § 2a Stand der BDA-Liste: 2025-06-30 Name: Kath. Filialkirche St. Korbinian GstNr.: 616 Filialkirche St. Korbinian Assling                                                                 |
| ja   | Datei hochladen | Tischler-Kasten HERIS-ID: 7016 Objekt-ID: 2900 TKK: 17228                                                                          | Unterassling 20 Standort KG: Unterassling              | Der zweigeschoßige, würfelförmige Tischlerkasten wurde vermutlich im 18. Jahrhundert mit bretterschindelgedecktem Satteldach errichtet. Vor dem Tischlerkasten befindet sich ein barockes Kruzifix in Bretterkasten aus dem 18. Jahrhundert mit dem Gekreuzigten und der heiligen Maria. | BDA-Hist.: Q37945347 Status: Bescheid Stand der BDA-Liste: 2025-06-30 Name: Tischler-Kasten GstNr.: .23 Kornkasten Tischler (Assling)                                                                                   |
| ja   | Datei hochladen | Kath. Pfarrkirche Hl. Dreifaltigkeit HERIS-ID: 7008 Objekt-ID: 2892 TKK: 17281                                                     | bei Unterassling 30 Standort KG: Unterassling          | → Hauptartikel : Pfarrkirche Assling f1 | BDA-Hist.: Q37945080 Status: § 2a Stand der BDA-Liste: 2025-06-30 Name: Kath. Pfarrkirche Hl. Dreifaltigkeit GstNr.: .1, 1 Kath. Pfarrkirche Hl. Dreifaltigkeit Assling                                                 |
| ja   | Datei hochladen | Friedhof HERIS-ID: 7009 Objekt-ID: 2893 TKK: 81775                                                                                 | bei Unterassling 30 Standort KG: Unterassling          | Der Friedhof von Unterlassing, über dessen Entstehungsgeschichte nichts überliefert ist, wurde 1502 erweitert und 1833 sowie 1861 vergrößert. Er umgibt die Pfarrkirche an drei Seiten und ist selbst von einer brettschindelgedeckten Umfassungsmauer umschlossen. Die Gräber sind zum Teil durch schmiedeeiserne Kreuze aus dem 18. und 19. Jahrhundert geschmückt. | BDA-Hist.: Q37945114 Status: § 2a Stand der BDA-Liste: 2025-06-30 Name: Friedhof GstNr.: 1 |
| ja   | Datei hochladen | Widum HERIS-ID: 7010 Objekt-ID: 2894 TKK: 17282                                                                                    | Unterassling 30 Standort KG: Unterassling              | Das Widum in Unterassling ist durch eine tonnengewölbte Durchfahrt mit der Pfarrkirche verbunden. Der viergeschoßige Steinbau mit Krüppelwalmdach besitzt zudem einen zweigeschoßigen Verbindungsanbau mit Satteldach, wodurch der Pfarrhof einen L-förmigen Grundriss erhielt. Das durch mehrere Umbauten veränderte Gebäude besitzt im Erdgeschoß teilweise noch eine mittelalterliche Bausubstanz. | BDA-Hist.: Q37945124 Status: § 2a Stand der BDA-Liste: 2025-06-30 Name: Widum GstNr.: 3/1 |
| ja   | Datei hochladen | Lourdeskapelle HERIS-ID: 7011 Objekt-ID: 2895 TKK: 17286                                                                           | bei Unterassling 30 Standort KG: Unterassling          | Die gotisierende Lourdeskapelle entstand 1894 über rechteckigem Grundriss mit spitz zulaufendem Chor und steilem Satteldach. Die Kapelle beherbergt im Inneren eine Lourdesgrotte. Das Wandgemälde Sterben des Kriegers in Glauben und Heimatliebe an der Westfassade wurde 1969 von Oswald Kollreider geschaffen. | BDA-Hist.: Q37945133 Status: § 2a Stand der BDA-Liste: 2025-06-30 Name: Lourdeskapelle GstNr.: .91 Lourdeskapelle Unterassling                                                                                          |
| ja   | Datei hochladen | Kriegerdenkmal HERIS-ID: 7012 Objekt-ID: 2896 TKK: 17287                                                                           | Unterassling 30, in der Nähe Standort KG: Unterassling | Das Kriegerdenkmal wurde zwischen 1959 und 1960 nach Plänen von Josef Stocker nordwestlich an die Lourdeskapelle angebaut. Das Denkmal hat einen halbkreisförmigen Grundriss, Holzdecke und Natursteinfußboden. Im Zentrum des Denkmals befindet sich eine Holzfigur des Auferstandenen, der von sechs Metalltafeln mit den Namen der Gefallenen und Vermissten der beiden Weltkriege flankiert wird. | BDA-Hist.: Q37945178 Status: § 2a Stand der BDA-Liste: 2025-06-30 Name: Kriegerdenkmal GstNr.: .91 |